# Снайпер. Білий ворон
«Снайпер. Білий ворон» — повнометражний ігровий кінофільм від компанії UM-Group. Робота над стрічкою розпочалася 2019 року. Воєнна драма перемогла на 11-му конкурсному відборі Держкіно України. Сума підтримки склала 23 млн 946 тис. 572 грн (80 % загальної вартості виробництва фільму). Режисером стрічки є Мар'ян Бушан, автори сценарію — Мар'ян Бушан та Микола Воронін.
Це історія про пацифіста-екопоселенця з Горлівки, який хоче жити в мирі та гармонії з природою, але на Донбас приходить війна. Головний герой із гострим відчуттям справедливості, він не хоче миритись із беззаконням і стає українським снайпером-добровольцем.

## Зйомки фільму
Зйомки відбувалися восени 2020 року в Міжнародному центрі НГУ на Київщині. У зйомках брали участь військовослужбовці та військова техніка Міжнародного центру і Північне оперативно-територіальне об'єднання Національної гвардії України, а також Бригада швидкого реагування Національної гвардії України, а до масових сцен долучилося близько ста гвардійців та близько двох десятків одиниць техніки.
Старт прокату фільму в Україні відбувся 24 серпня 2022 року.

## Синопсис
Під час війни на Донбасі, український снайпер-доброволець (у колишньому — екопоселенець) хоче помститися за смерть своєї дружини. Для цього він мусить знайти та ліквідувати російського снайпера-професіонала.

## Актори
- Павло Алдошин  — Ворон
- Марина Кошкіна — Настя
- Роман Семисал  — Комбриг
- Андрій Мостренко  — Кеп
- Олег Драч  — Серий
- Роман Ясіновський  — Клим
- Вадим Лялько  — Командир ГРУ (Бурий)
- Олег Шульга  — Дунай
- Петро Недзельський  — Командир у штабі

## Критичний прийом
На вебсайті агрегатора рецензій Rotten Tomatoes фільм має рейтинг схвалення 78% на основі 18 професійних рецензій.